# Tambu
Tambu är det nionde studioalbumet av det amerikanska rockbandet Toto, utgivet i maj 1995. Albumet var Totos första studioinspelade skiva med Simon Phillips på trummor, efter att deras tidigare trummis Jeff Porcaro avlidit 1992. Steve Lukather sjöng lead på varje låt, förutom på "Drag Him To The Roof" där David Paich & John James sjöng lead i verserna och "Blackeye" där Jenny Douglas-McRae sjöng lead. På övriga spår med hjälp av körsångarna Jenny Douglas-McRae och John James som även följde med på den efterföljande världsturnén.

## Låtlista[1]
| Nr           | Titel                  | Kompositör                                | Längd |
| ------------ | ---------------------- | ----------------------------------------- | ----- |
| 1.           | Gift of Faith          | Lukather, Lynch, Paich                    | 7:23  |
| 2.           | I Will Remember        | Lukather, Lynch                           | 6:06  |
| 3.           | Slipped Away           | Lukather, Lynch, Paich, Phillips, Porcaro | 5:16  |
| 4.           | If You Belong to Me    | Lukather, Lynch, Paich                    | 5:03  |
| 5.           | Baby He's Your Man     | Garrett, Lukather, Paich                  | 5:40  |
| 6.           | The Other End of Time  | Goodrum, Lukather                         | 5:04  |
| 7.           | The Turning Point      | Lukather, Lynch, Paich, Phillips, Porcaro | 5:25  |
| 8.           | Time Is the Enemy      | Lukather, Paich, Waybill, Waybill         | 5:40  |
| 9.           | Drag Him to the Roof   | Lukather, Lynch, Paich                    | 6:10  |
| 10.          | Just Can't Get to You  | Ballard, Lukather, Paich                  | 5:03  |
| 11.          | Dave's Gone Skiing     | Lukather, Phillips, Porcaro               | 4:59  |
| 12.          | The Road Goes On       | Ballard, Lukather, Paich                  | 4:26  |
| 13.          | Blackeye (Bonus Track) | Lukather, Paich, Douglas-McRae            | 3:53  |
| Total längd: | Total längd:           | Total längd:                              | 70:07 |